# Lei n.º 1901, de 21 de Maio de 1935
A Lei n.º 1901,  de 21 de Maio de 1935, da República Portuguesa, foi um diploma legal que visou a ilegalização e dissolução das sociedades secretas em Portugal.

## Origem
No clima político vivido em Portugal com a implantação do Estado Novo, o deputado José Cabral, então director-geral dos serviços prisionais, monárquico e antigo nacional-sindicalista apresenta, em 19 de Janeiro de 1935, na Assembleia Nacional, o projecto de lei n.º 2, visando a extinção das associações secretas. O projecto adoptava uma definição de associação secreta que tinha em vista atingir a Maçonaria e a Carbonária, sendo que esta última provavelmente já não existiria.
O projecto de lei sobre as associações ditas secretas, também previa sanções aos que pertencessem a qualquer tipo de "associação secreta" independente das finalidades da organização.
No discurso que proferiu na Assembleia Nacional, em 5 de Abril de 1935, argumentando em prol da ilegalização da Maçonaria, José Cabral afirmou a dado passo: "Eu sei de Estados que a não toleram. Estados de características idênticas ao nosso: Estados fortes, autoritários, norteados apenas pela noção firme do bem comum e, assim, sei que a Maçonaria foi exterminada pelo Estado fascista que declarou incompatível com a sua própria existência. Nós temos uma doutrina e somos uma força, disse Salazar, e das mesmas fronteiras, com a doutrina e com a força da Maçonaria".

## Reacções
As reacções não se fizeram esperar. Em 31 de Janeiro desse ano Norton de Matos, então Grão-Mestre do Grande Oriente Lusitano escreve uma carta aberta a José Alberto dos Reis, então presidente da Assembleia Nacional e antigo maçon, protestando contra o projecto de José Cabral.
Em 4 de Abril seguinte, Norton de Matos, apresenta a demissão de Grão-Mestre e renova em prancha a ordem de triangulação. Sucede-lhe, como Grão-Mestre interino, Maurício Costa, até 19 de Maio de 1937, quando falece.

### Reacção de Fernando Pessoa
Fernando Pessoa então com 47 anos, conhecido pela sua obra literária, mostrava grande interesse pelo ocultismo sendo um conhecedor da astrologia, chegando a desenvolver horóscopos e mapas astrais, e tinha, por via destes seus conhecimentos, uma grande simpatia pelos ideais liberais e espirituais da maçonaria. Em 4 de Fevereiro de 1935, reage publicamente num artigo, que lhe trouxe muitas críticas, publicado no Diário de Lisboa, contra o projecto de lei apresentado no mês anterior por José Cabral:
"Fui sempre fiel, por índole, mais reforçado ainda por educação - a minha educação é toda inglesa - aos princípios essenciais do liberalismo, que são o respeito pela dignidade dos homens e pela liberdade do espírito, ou, em outras palavras, o individualismo e a tolerância, ou ainda, em uma só palavra, o individualismo fraterno".
Porém não era maçon como afirma no próprio artigo, justificando assim, a sua isenção ideológica ao defender a maçonaria: 
"Não sou maçom, nem pertenço a qualquer ordem semelhante ou diferente. Não sou porém anti-maçon pois que sei do assunto me leva a ter um idéia absolutamente favorável da Ordem Maçónica".
Depois de situar o leitor em relação ao conteúdo do projeto de lei, questiona a falta total de conhecimento por parte do Parlamentar sobre a causa por ele defendida, seja sobre a maçonaria em si ou inclusive sobre autores anti-maçons. Depois de deixar claro sua neutralidade em relação à maçonaria, parte para especulações sobre a possível aprovação da lei. Chega a conclusão que a proibição da maçonaria seria um acto inútil, tendo em vista a comparação de experiências com tentativas semelhantes feitas na Alemanha, Itália e Espanha (em nenhum desses países a proibição legal da maçonaria conseguiu bani-la de seu território).
Prossegue dissertando sobre as consequências que tal lei traria nas relações externas de Portugal, mostrando primeiro ao leitor todo seu conhecimento sobre a actuação e a relação entre as diversas obediências maçónicas, pega no exemplo da Grande Loja Unida de Inglaterra e do Grande Oriente de França, que cortaram relações em 1877, relações essas que se mantêm cortadas até a data da publicação do artigo, demonstrando assim a ausência de um governo central da maçonaria, mas reforçando a ideia que são todas unidas espiritualmente:
"As obediências maçónicas são potências autónomas e independentes, pois não há governo central da maçonaria, que é por isso menos "internacional" que a "igreja romana"".
Continua, citando o caso da Hungria e como grandes lojas, sem relacionamentos ou com estes cortados se unem quando uma se encontra ameaçada e como isso poderia prejudicar o Estado português:
"Aqui há anos, pouco depois da guerra, o governo Húngaro decretou a suspensão da maçonaria no seu território. Pouco depois negociava um empréstimo com os Estados Unidos. Estava o empréstimo praticamente feito quando veio da América a indicação final de que ele não seria concedido se não se restabelecessem "certas instituições legítimas". O Governo Húngaro percebeu e viu-se obrigado a entrar em negociações com o Grão-Mestre, disse-lhe que autorizava a reabertura das Lojas com a condição (que parece do Sr. José Cabral) de que nelas pudessem assistir profanos. É escusado dizer que o Grão-Mestre recusou. O Governo manteve, portanto a "suspensão" das Lojas… e o empréstimo não se fez".
No decurso do seu artigo este cita o nome de alguns maçons influentes da Grande Loja Unida de Inglaterra como os três filhos do Rei então governante, o Principe de Gales, Grão-Mestre Provincial de Surrey, o Duque de York, Grão-Mestre Provincial de Middlesex, e o Duque de Kent, antigo Primeiro Grande Vigilante entre outros, e refere que os três grandes jornais conservadores ingleses, o Times, o Sunday Times e o Daily Telegraph "são ao mesmo tempo maçónicos".
Outro argumento consiste no facto da maçonaria, girar em torno da idéia de tolerância, ou seja, não impor dogma algum, permitindo ao maçon pensar como bem entender e dá exemplos da variedade de pensamento dos maçons que "vão desde o panteísmo naturalista de Oswald Wirth até ao misticismo cristão de Arthur Edward Wayne", continua referindo que as opiniões dessas pessoas são meramente suas e a maçonaria nada tem a ver com elas:
"Ora o primeiro erro dos anti-maçons consiste em tentar definir o espírito maçónico em geral pelas afirmações de maçons particulares, escolhidas ordinariamente com grande má fé".
Outro erro, que este aponta aos anti-maçons é o de tentarem generalizar o comportamento dos Grande Orientes, no tempo e no espaço, ignorando a união espiritual e a divisão material da maçonaria no mundo:
"A sua ação social varia de país para país, de momento histórico para momento histórico, em função das circunstâncias do meio e da época, que afetam a Maçonaria como afetam toda a gente. A ação social varia, dentro do mesmo país, de Obediência para obediência, onde houver mais que uma, em virtude de divergências doutrinárias - as que provocam a formação dessas obediências distintas - pois, a haver entre elas acordo em tudo, estariam unidas. Segue de aqui que nenhum acto político ocasional de nenhuma obediência pode ser levado à conta da maçonaria em geral, ou até dessa Obediência particular, pois pode provir, como em geral provém de circunstâncias políticas de momento, que a maçonaria não criou".
Por fim termina o artigo pedindo que se faça justiça aos maçons e "beijem-lhe os Jesuítas as mãos, por lhes ter sido dado acolhimento e liberdade na Prússia, no século XVIII - quando, expulsos de toda a parte, e os repudiava o próprio papa - pelo maçon Frederico II. Agradeçamos-lhe a vitória de Waterloo, pois que Wellington e Blücher eram ambos maçons. Sejamos-lhe gratos por ter sido ela quem criou a base onde veio a assentar a futura vitória dos Aliados - a Entente Cordiale, obra do maçom Eduardo VII. Nem esqueçamos, finalmente, que devemos à Maçonaria a maior obra da literatura moderna - o Fausto, do maçon Goethe", e deixa claro que há completa ignorância do assunto por parte Sr. José Cabral, advertindo que se fosse aprovado o projeto por ele proposto, além de inútil e estéril, seria injusto, cruel e um malefício para Portugal ao nível das relações internacionais.

### Outras reacções
As reacções vieram de muitos quadrantes um dos maiores críticos do artigo de Pessoa, o escritor Tomás Ribeiro Colaço que era pró-Salazar e que morreu em 1965 exilado político no Brasil, escreveu, na revista Fradique, uma carta aberta a Fernando Pessoa:
"Li a estirada página em que traçou no Diário de Lisboa (...) um dos seus costurados pregões de competência própria e uma defesa da maçonaria. Página triste, errada, ela foi enlutar o sector mental para quem o nome de Fernando Pessoa representava (...). Coloco-me, para escrever-lhe esta carta, no campo de raciocínio desempoeirado e aberto em que a mocidade anda a procurar verdades, a demandar luzes claras de pensamento, a reaprender o gosto de sentir e o dever de pensar (...). Onde arranjou você descrença e cansaço que o tornassem mais velho? Como não viu que se condenava gravemente ao dar por "corrente" viva, nesta era de cabelo cortado, uma trança lastimosa de cabelos brancos? (...) Se nem você, que ama e venera a maçonaria ao ponto de vir, por ela, subscrever enganos, se nem você é maçon, como não sente que não será em ritmos e rituais de feitio maçónico que as sedes novas de verdades novas poderão moldar-se? (...) Você em vez de perder tempo e virtude a chamar maçónicas as obras de arte erguidas por talentos de cujos portadores se disse que eram maçons, descrever-nos-ia o conhecimento de Portugal, o amor por Portugal, os serviços a Portugal, o apoio a Portugal, conhecimento, amor, serviços e apoio nascidos desses milhões de estrangeiros por força desse nexo que nos quer mostrar tão forte".
Fernando Pessoa viria a falecer 8 meses depois. Devido a isso e à censura, não pode responder publicamente às inúmeras críticas de que o seu artigo foi alvo.

## Apreciação, discussão, votação e publicação
Em 27 de Março de 1935, a Câmara Corporativa emite parecer favorável à aprovação do projecto de lei, num extenso parecer subscrito por Domingos Fezas Vital, Afonso de Melo, Gustavo Cordeiro Ramos, José Gabriel Pinto Coelho e Abel de Andrade, seu relator.
O Grande Oriente Lusitano considera que parte dos elementos fornecidos ao parecer vieram de António Vicente Ferreira, então aderente ao salazarismo, maçon desde 1911 e, por quatro vezes, ministro durante a I República.
Em 6 de Abril de 1935, a Assembleia Nacional aprova, por unanimidade, a proposta de lei, que vem a ser publicada na 1.ª série do Diário do Governo de 21 de Maio de 1935, como Lei n.º 1901.
Os quatro deputados que faltam à sessão fazem nas sessões seguintes da Assembleia Nacional declarações de voto em que afirmam expressamente que se estivessem presentes votariam favoravelmente a lei.

## Consequências
Através da Lei n.º 1950, de 18 de Fevereiro de 1937, os bens das sociedades abrangidas pela Lei n.º 1901 passaram para a Legião Portuguesa.
O Grande Oriente Lusitano mantém clandestinamente as actividades, tanto o Grémio Luso-Escocês como a Jurisdição Portuguesa do Direito Humano aceitam submeter-se à determinação da lei ou porque não teriam número de membros para continuar, ou porque, os seus membros já estariam presos, desterrados ou no exílio e as suas Lojas abatem colunas.
Assiste-se então a um longo e penoso caminho dos maçons do Grande Oriente Lusitano que, na clandestinidade, ainda resistem e que se mantêm activos fazendo apenas esporádicas sessões regulares por ano (para iniciações, aumentos de salário ou exaltações a Mestre) e mesmo assim sob fortes medidas de segurança, sendo que as outras reuniões eram feitas informalmente em cafés ou restaurantes ao abrigo de convívios de amigos.
Sabe-se que pelo menos duas Lojas em Lisboa e uma de Coimbra nunca abateram colunas, esta última tendo como seu membro o médico Fernando Valle, o Maçon que mais anos esteve em actividade continua.

## Revogação
Em 7 de Novembro de 1974, alguns meses depois do 25 de Abril de 1974, é publicado o Decreto-Lei n.º 594/74, que, através do seu artigo 18.º, revoga expressamente a Lei n.º 1901, de 21 de Maio de 1935.
Quase quarenta anos decorridos, a liberdade de associação regressou a Portugal e, com ela, a Maçonaria volta a ter permissão legal de funcionar.